# Krzysztof Stefanowicz
Krzysztof Stefanowicz (ur. 2 stycznia 1960 w Zamościu) – polski siatkarz, trzykrotny mistrz Polski (1983, 1984, 1986), reprezentant Polski, wicemistrz Europy (1983).

## Kariera sportowa
Jest wychowankiem Padwy Zamość. W sezonie 1978/1979 zadebiutował w ekstraklasie w barwach Legii Warszawa. Z warszawskim klubem wywalczył wicemistrzostwo Polski w 1981, 1982 i 1985 oraz mistrzostwo Polski w 1983, 1984 i 1986, a także Puchar Polski w 1986. Odszedł z zespołu w 1989. W latach 90. występował w klubach belgijskich, m.in. Maldegem i VC Menen.
W reprezentacji Polski seniorów debiutował 10 maja 1983 w towarzyskim spotkaniu z Bułgarią. W tym samym roku osiągnął swój największy sukces w karierze, zdobywając wicemistrzostwo Europy. Przed Igrzyskami Olimpijskimi w Los Angeles (1984) znalazł się w kadrze, która miała wystąpić na tych zawodach, jednak wobec bojkotu igrzysk zagrał z drużyną na zawodach Przyjaźń-84, zdobywając na nich brązowy medal. W 1985 wystąpił na mistrzostwach Europy (4. miejsce), w 1986 na mistrzostwach świata (9. miejsce) i Igrzyskach Dobrej Woli (7. miejsce). Ostatni raz w biało-czerwonych barwach wystąpił 31 maja 1987 w meczu eliminacji mistrzostw Europy z Izraelem. Łącznie w I reprezentacji Polski zagrał w 191 spotkaniach, w tym 175 oficjalnych.